# Internationaux de Strasbourg
Internationaux de Strasbourg er en professionel tennisturnering for kvinder, som hvert år i maj afvikles i Strasbourg, Frankrig. Turneringen bliver afviklet udendørs på røde grusbaner i Tennis Club de Strasbourg, og den har været en del af WTA Tour siden etableringen i 1987, og til og med 2023 tilhørte kategorien WTA 250, men i 2024 blev den opgraderet til WTA 500-status.
Turneringen bliver afviklet i ugen inden grand slam-turneringen Roland-Garros.
Turneringen blev spillet i Hautepierre, indtil den i 2011 flyttede til Tennis Club de Strasbourg

## Historie
| År   | Datoer (hovedturn.) | Kategori          | TFC       |
| ---- | ------------------- | ----------------- | --------- |
| 1987 | 18. - 24. maj       | Kategori 1+       | $ 75.000  |
| 1988 | 16. - 22. maj       | Kategori 2        | $ 100.000 |
| 1989 | 22. - 28. maj       | Kategori 2        | $ 100.000 |
| 1990 | 21. - 27. maj       | WTA Tier IV       | $ 150.000 |
| 1991 | 20. - 26. maj       | WTA Tier IV       | $ 150.000 |
| 1992 | 18. - 24. maj       | WTA Tier IV       | $ 150.000 |
| 1993 | 17. - 23. maj       | WTA Tier III      | $ 150.000 |
| 1994 | 16. - 22. maj       | WTA Tier III      | $ 150.000 |
| 1995 | 22. - 28. maj       | WTA Tier III      | $ 161.250 |
| 1996 | 20. - 26. maj       | WTA Tier III      | $ 164.250 |
| 1997 | 19. - 25. maj       | WTA Tier III      | $ 250.000 |
| 1998 | 18. - 24. maj       | WTA Tier III      | $ 200.000 |
| 1999 | 17. - 23. maj       | WTA Tier III      | $ 190.000 |
| 2000 | 22. - 28. maj       | WTA Tier III      | $ 170.000 |
| 2001 | 21. - 26. maj       | WTA Tier III      | $ 170.000 |
| 2002 | 20. - 25. maj       | WTA Tier III      | $ 170.000 |
| 2003 | 19. - 24. maj       | WTA Tier III      | $ 170.000 |
| 2004 | 17. - 22. maj       | WTA Tier III      | $ 170.000 |
| 2005 | 16. - 21. maj       | WTA Tier III      | $ 170.000 |
| 2006 | 22. - 27. maj       | WTA Tier III      | $ 175.000 |
| 2007 | 21. - 26. maj       | WTA Tier III      | $ 175.000 |
| 2008 | 19. - 24. maj       | WTA Tier III      | $ 175.000 |
| 2009 | 18. - 23. maj       | WTA International | € 220.000 |
| 2010 | 17. - 22. maj       | WTA International | € 220.000 |
| 2011 | 16. - 21. maj       | WTA International | € 220.000 |
| 2012 | 21. - 26. maj       | WTA International | € 220.000 |
| 2013 | 20. - 25. maj       | WTA International | € 235.000 |
| 2014 | 19. - 24. maj       | WTA International | € 250.000 |
| 2015 | 17. - 23. maj       | WTA International | € 250.000 |
| 2016 | 15. - 21. maj       | WTA International | € 250.000 |
| 2017 | 21. - 27. maj       | WTA International | € 250.000 |
| 2018 | 20. - 26. maj       | WTA International | € 250.000 |
| 2019 | 19. - 25. maj       | WTA International | € 250.000 |
| 2020 | 20. - 26. september | WTA International | € 225.500 |
| 2021 | 23. - 29. maj       | WTA 250           | € 189.708 |
| 2022 | 15. - 21. maj       | WTA 250           | € 203.024 |
| 2023 | 21. - 27. maj       | WTA 250           | € 225.480 |
| 2024 | 19. - 25. maj       | WTA 500           | € 802.237 |

## Vindere og finalister

### Damesingle
| År   | Mester                      | Finalist              | Finaleresultat         |
| ---- | --------------------------- | --------------------- | ---------------------- |
| 1987 | Carling Bassett             | Sandra Cecchini       | 6–3, 6–4               |
| 1988 | Sandra Cecchini             | Judith Wiesner        | 6–3, 6–0               |
| 1989 | Jana Novotná                | Patricia Tarabini     | 6–1, 6–2               |
| 1990 | Mercedes Paz                | Ann Grossman          | 6–2, 6–3               |
| 1991 | Radka Zrubáková             | Rachel McQuillan      | 7–6(3), 7–6(3)         |
| 1992 | Judith Wiesner              | Naoko Sawamatsu       | 6–1, 6–3               |
| 1993 | Naoko Sawamatsu             | Judith Wiesner        | 4–6, 6–1, 6–3          |
| 1994 | Mary Joe Fernandez          | Gabriela Sabatini     | 2–6, 6–4, 6–0          |
| 1995 | Lindsay Davenport           | Kimiko Date           | 3–6, 6–1, 6–2          |
| 1996 | Lindsay Davenport (2)       | Barbara Paulus        | 6–3, 7–6               |
| 1997 | Steffi Graf                 | Mirjana Lučić         | 6–2, 7–5               |
| 1998 | Irina Spîrlea               | Julie Halard-Decugis  | 7–6(5), 6–3            |
| 1999 | Jennifer Capriati           | Jelena Likhovtseva    | 6–1, 6–3               |
| 2000 | Silvija Talaja              | Rita Kuti-Kis         | 7–5, 4–6, 6–3          |
| 2001 | Silvia Farina Elia          | Anke Huber            | 7–5, 0–6, 6–4          |
| 2002 | Silvia Farina Elia (2)      | Jelena Dokić          | 6–4, 3–6, 6–3          |
| 2003 | Silvia Farina Elia (3)      | Karolina Šprem        | 6–3, 4–6, 6–4          |
| 2004 | Claudine Schaul             | Lindsay Davenport     | 2–6, 6–0, 6–3          |
| 2005 | Anabel Medina Garrigues     | Marta Domachowska     | 6–4, 6–3               |
| 2006 | Nicole Vaidišová            | Peng Shuai            | 7–6(7), 6–3            |
| 2007 | Anabel Medina Garrigues (2) | Amélie Mauresmo       | 6–4, 4–6, 6–4          |
| 2008 | Anabel Medina Garrigues (3) | Katarina Srebotnik    | 4–6, 7–6(4), 6–0       |
| 2009 | Aravane Rezaï               | Lucie Hradecká        | 7–6(2), 6–1            |
| 2010 | Marija Sjarapova            | Kristina Barrois      | 7–5, 6–1               |
| 2011 | Andrea Petkovic             | Marion Bartoli        | 6–4, 1–0 opg.          |
| 2012 | Francesca Schiavone         | Alizé Cornet          | 6–4, 6–4               |
| 2013 | Alizé Cornet                | Lucie Hradecká        | 7–6(4), 6–0            |
| 2014 | Monica Puig                 | Sílvia Soler Espinosa | 6–4, 6–3               |
| 2015 | Samantha Stosur             | Kristina Mladenovic   | 3–6, 6–2, 6–3          |
| 2016 | Caroline Garcia             | Mirjana Lučić-Baroni  | 6–4, 6–1               |
| 2017 | Samantha Stosur (2)         | Daria Gavrilova       | 5–7, 6–4, 6–3          |
| 2018 | Anastasija Pavljutjenkova   | Dominika Cibulková    | 6–7(5), 7–6(3), 7–6(6) |
| 2019 | Dajana Jastremska           | Caroline Garcia       | 6–4, 5–7, 7–6(3)       |
| 2020 | Elina Svitolina             | Jelena Rybakina       | 6–4, 1–6, 6–2          |
| 2021 | Barbora Krejčíková          | Sorana Cîrstea        | 6–3, 6–3               |
| 2022 | Angelique Kerber            | Kaja Juvan            | 7–6(5), 6–7(0), 7–6(5) |
| 2023 | Elina Svitolina (2)         | Anna Blinkova         | 6–2, 6–3               |
| 2024 | Madison Keys                | Danielle Collins      | 6–1, 6–2               |

### Damedouble
| År   | Mestre                                          | Finalister                            | Finaleresultat      |
| ---- | ----------------------------------------------- | ------------------------------------- | ------------------- |
| 1987 | Jana Novotná Catherine Suire                    | Kathleen Horvath Marcella Mesker      | 6–0, 6–2            |
| 1988 | Manon Bollegraf Nicole Provis                   | Jenny Byrne Janine Thompson           | 7–5, 6–7(9), 6–3    |
| 1989 | Mercedes Paz Judith Pölzl Wiesner               | Lise Gregory Gretchen Rush Magers     | 6–3, 6–3            |
| 1990 | Nicole Provis (2) Elna Reinach                  | Kathy Jordan Elizabeth Smylie         | 6–1, 6–4            |
| 1991 | Lori McNeil Stephanie Rehe                      | Manon Bollegraf Mercedes Paz          | 6–7(2), 6–4, 6–4    |
| 1992 | Patty Fendick Andrea Strnadová                  | Lori McNeil Mercedes Paz              | 6–3, 6–4            |
| 1993 | Shaun Stafford Andrea Temesvári                 | Jill Hetherington Kathy Rinaldi       | 6–7(5), 6–3, 6–4    |
| 1994 | Lori McNeil (2) Rennae Stubbs                   | Patricia Tarabini Caroline Vis        | 6–3, 3–6, 6–2       |
| 1995 | Lindsay Davenport Mary Joe Fernández            | Sabine Appelmans Miriam Oremans       | 6–2, 6–3            |
| 1996 | Yayuk Basuki Nicole Provis Bradtke (3)          | Marianne Werdel Tami Whitlinger Jones | 5–7, 6–4, 6–4       |
| 1997 | Helena Suková Natasja Zvereva                   | Jelena Likhovtseva Ai Sugiyama        | 6–1, 6–1            |
| 1998 | Alexandra Fusai Nathalie Tauziat                | Yayuk Basuki Caroline Vis             | 6–4, 6–3            |
| 1999 | Jelena Likhovtseva Ai Sugiyama                  | Alexandra Fusai Nathalie Tauziat      | 2–6, 7–6(6), 6–1    |
| 2000 | Sonya Jeyaseelan Florencia Labat                | Kim Grant María Vento                 | 6–4, 6–3            |
| 2001 | Silvia Farina Elia Iroda Tuljaganova            | Amanda Coetzer Lori McNeil            | 6–1, 7–6(0)         |
| 2002 | Jennifer Hopkins Jelena Kostanić                | Caroline Dhenin Maja Matevžič         | 0–6, 6–4, 6–4       |
| 2003 | Sonya Jeyaseelan (2) Maja Matevžič              | Laura Granville Jelena Kostanić       | 6–4, 6–4            |
| 2004 | Lisa McShea Milagros Sequera                    | Tina Križan Katarina Srebotnik        | 6–4, 6–1            |
| 2005 | Rosa María Andrés Rodríguez Andreea Ehritt-Vanc | Marta Domachowska Marlene Weingärtner | 6–3, 6–1            |
| 2006 | Liezel Huber Martina Navratilova                | Martina Müller Andreea Vanc           | 6–2, 7–6(1)         |
| 2007 | Yan Zi Zheng Jie                                | Alicia Molik Sun Tiantian             | 6–3, 6–4            |
| 2008 | Tatjana Perebijnis Yan Zi (2)                   | Chan Yung-Jan Chuang Chia-Jung        | 6–4, 6–7(3), [10–6] |
| 2009 | Nathalie Dechy Mara Santangelo                  | Claire Feuerstein Stéphanie Foretz    | 6–0, 6–1            |
| 2010 | Alizé Cornet Vania King                         | Alla Kudrjavtseva Anastasia Rodionova | 3–6, 6–4, [10–7]    |
| 2011 | Akgul Amanmuradova Chuang Chia-Jung             | Natalie Grandin Vladimíra Uhlířová    | 6–4, 5–7, [10–2]    |
| 2012 | Olga Govortsova Klaudia Jans-Ignacik            | Natalie Grandin Vladimíra Uhlířová    | 6–7(4), 6–3, [10–3] |
| 2013 | Kimiko Date-Krumm Chanelle Scheepers            | Cara Black Marina Erakovic            | 6–4, 3–6, [14–12]   |
| 2014 | Ashleigh Barty Casey Dellacqua                  | Tatiana Búa Daniela Seguel            | 4–6, 7–5, [10–4]    |
| 2015 | Chuang Chia-jung (2) Liang Chen                 | Nadija Kitjenok Zheng Saisai          | 4–6, 6–4, [12–10]   |
| 2016 | Anabel Medina Garrigues Arantxa Parra Santonja  | María Irigoyen Liang Chen             | 6–2, 6–0            |
| 2017 | Ashleigh Barty (2) Casey Dellacqua (2)          | Chan Hao-Ching Chan Yung-Jan          | 6–4, 6–2            |
| 2018 | Mihaela Buzărnescu Raluca Olaru                 | Nadija Kitjenok Anastasia Rodionova   | 7–5, 7–5            |
| 2019 | Daria Gavrilova Ellen Perez                     | Duan Yingying Han Xinyun              | 6–4, 6–3            |
| 2020 | Nicole Melichar Demi Schuurs                    | Hayley Carter Luisa Stefani           | 6–4, 6–3            |
| 2021 | Alexa Guarachi Desirae Krawczyk                 | Makoto Ninomiya Yang Zhaoxuan         | 6–2, 6–3            |
| 2022 | Nicole Melichar (2) Daria Saville (2)           | Lucie Hradecká Sania Mirza            | 5–7, 7–5, [10–6]    |
| 2023 | Xu Yifan Yang Zhaoxuan                          | Desirae Krawczyk Giuliana Olmos       | 6–3, 6–2            |
| 2024 | Cristina Bucșa Monica Niculescu                 | Asia Muhammad Aldila Sutjiadi         | 3–6, 6–4, [10–6]    |